# Вимисловиці
Вимисловиці (пол. Wymysłowice, нім. Möllendorf) — село в Польщі, у гміні Стшельно Моґіленського повіту Куявсько-Поморського воєводства.
Населення — 167 осіб (2011).
У 1975-1998 роках село належало до Бидгощського воєводства.

## Демографія
Демографічна структура станом на 31 березня 2011 року:
|          | Загалом | Допрацездатний вік | Працездатний вік | Постпрацездатний вік |
| -------- | ------- | ------------------ | ---------------- | -------------------- |
| Чоловіки | 84      | 20                 | 56               | 8                    |
| Жінки    | 83      | 17                 | 47               | 19                   |
| Разом    | 167     | 37                 | 103              | 27                   |